# Pertosa
Pertosa är en ort och kommun i provinsen Salerno i regionen Kampanien i Italien. Kommunen hade 683 invånare (2017).